# Clodoaldo Hugueney Filho
Clodoaldo Hugueney Filho (* 24. Februar 1943 in Rio de Janeiro; † 24. Mai 2015 in São Paulo) ist ein brasilianischer Diplomat.

## Leben
Clodoaldo Hugueney Filho ist der Sohn von Carintha Fialho Hugueney und Clodoaldo Hugueney.
Von 1993 bis 1999 war er Botschafter in Caracas. Anschließend war er von 1999 bis 2002 Vertreter der brasilianischen Regierung bei der Europäischen Union in Brüssel von 2005 bis 2008 beim Büro der Vereinten Nationen in Genf. Hugueney war dabei unter anderem Ständiger Vertreter Brasiliens bei der Welthandelsorganisation. Schließlich wurde Filho von 2008 bis zum 19. März 2013 als Botschafter in Peking berufen.